# Фаттуш
Фаттуш (араб. فتوش) — левантійський хлібний салат на основі підсмажених шматків арабського плаского хліба з листяними та іншими овочами, як-от редиска та помідори.

## Етимологія
Слово фаттуш походить від арабського fatt (трощити, чавити) та суфіксу тюркського походження -ūsh. Започаткування слів таким чином було поширеним у сирійсько-палестинському діалекті арабської мови.

## Інгредієнти

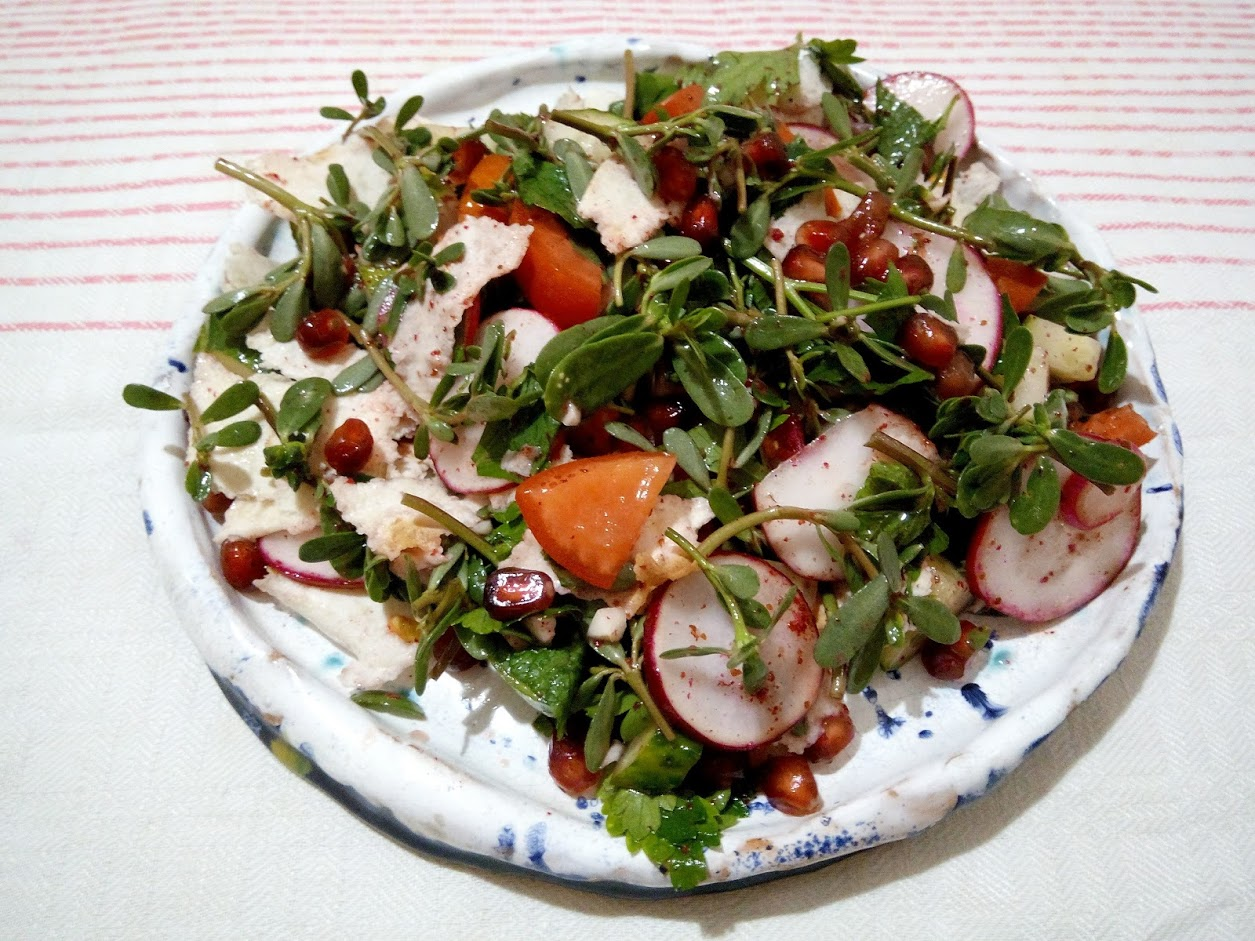
Фаттуш та гранатом та петрушкою

Фаттуш належить до родини страв, відомих як фаттат, в яких за основу використовують черствий плаский хліб.
До фаттушу входять овочі та трави, відповідно до пори року та смаку. Овочі нарізають відносно великими шматками у порівнянні з табуле, для якого вимагається дрібна нарізка. Для отримання кислого смаку до страви зазвичай додають сумах.

### Основні інгредієнти
| - Портулак - Редиска - Помідор | - Салат - Огірок - Цибуля | - Сумах - М'ята - Піта | - Сіль - Оливкова олія - Лимонний сік |

### Необов'язкові інгредієнти
| - Фета - Петрушка - Морква | - Червоний перець - Зелений перець - Червоноголова капуста | - Зелені маслини - Чорні маслини - Чорний перець | - Часник - Гранат |